# Eric Bergren
Eric Lee Bergren (* 27. April 1954 in Pasadena, Kalifornien; † 14. Juli 2016 ebenda) war ein US-amerikanischer Drehbuchautor.

## Leben
Bergren wurde 1954 im kalifornischen Pasadena geboren. Er studierte an der University of Southern California Theaterwissenschaften.
Auf Basis der Aufzeichnungen von Frederick Treves und Ashley Montagu über den Fall des Joseph Merrick verfasste Bergren gemeinsam mit David Lynch und Christopher De Vore das Drehbuch für das Filmdrama Der Elefantenmensch. Bei der Oscarverleihung 1981 waren Bergren, Lynch und De Vore für einen Oscar in der Kategorie Bestes adaptiertes Drehbuch nominiert. Der Film wurde jedoch, wie auch in den sieben anderen nominierten Kategorien, nicht ausgezeichnet. Das Drehbuch war außerdem in den Drehbuch-Kategorien des Golden Globe Awards und des British Academy Film Award nominiert.
Gemeinsam mit Christopher De Vore und Nicholas Kazan schrieb Bergren dann das Drehbuch für Frances, eine Filmbiografie von Frances Farmer.
1988 führte er Regie bei dem Kurzfilm ...They Haven’t Seen This..., für den er auch das Drehbuch geschrieben hatte.
Bergren starb im Juli 2016 in seiner Heimatstadt im Alter von 62 Jahren an den Folgen von Leberkrebs, der wenige Monate zuvor diagnostiziert worden war. Er hinterließ seine Frau und zwei Töchter.

## Filmografie
- 1980: Der Elefantenmensch (The Elephant Man)
- 1982: Frances
- 1988: ...They Haven’t Seen This... (Kurzfilm)
- 1991: Canyon Cop (The Dark Wind)
- 1998: Little Girl Fly Away (Fernsehfilm)